# Верхне-Логовая улица
Ве́рхне-Логова́я у́лица — небольшая улица в Советском округе Липецка. Проходит от Нижне-Логовой улицы до Липовской улицы.

## История
Улица является одной из старейших в Липецке. Застройка в этом районе возникла ещё в XVII веке в период существования села Малые Студёнки Липские, позже поглощённого слободой Липецкие Заводы. На картах конца XIX — начала XX веков обозначена как Логовая. Название происходит от Каменного лога, в котором расположена. Позже при уточнении уличного деления данного района получила современное название.
Верхне-Логовая — одна из немногих улиц Липецка, сохранивших своё дореволюционное имя.
Имеет частную застройку. В доме № 18 расположен гаражный кооператив «Слобода-1».

## Транспорт
- Автобусы: 9т, 11, 24, 36, 300, 306, 322, 324, 325, 345, 346, 347, 359 ост.: «Быханов сад».